# کانتون آرگاو
کانتون آرگاو (Aargau) یکی از کانتون‌های سوئیس است.